# 凤庆文庙
凤庆文庙，即顺宁府文庙，位于云南省临沧市凤庆县凤山镇文明社区文庙街，始建于明万历三十四年（1606年），清同治十二年（1873年）迁建。现存泮池、龙门坊、棂星门、大成门、大成殿、两庑、凤鸣阁（魁星阁）、崇圣祠。大成殿坐西向东，五开间，重檐歇山顶建筑。1993年11月16日公布为第四批云南省文物保护单位。

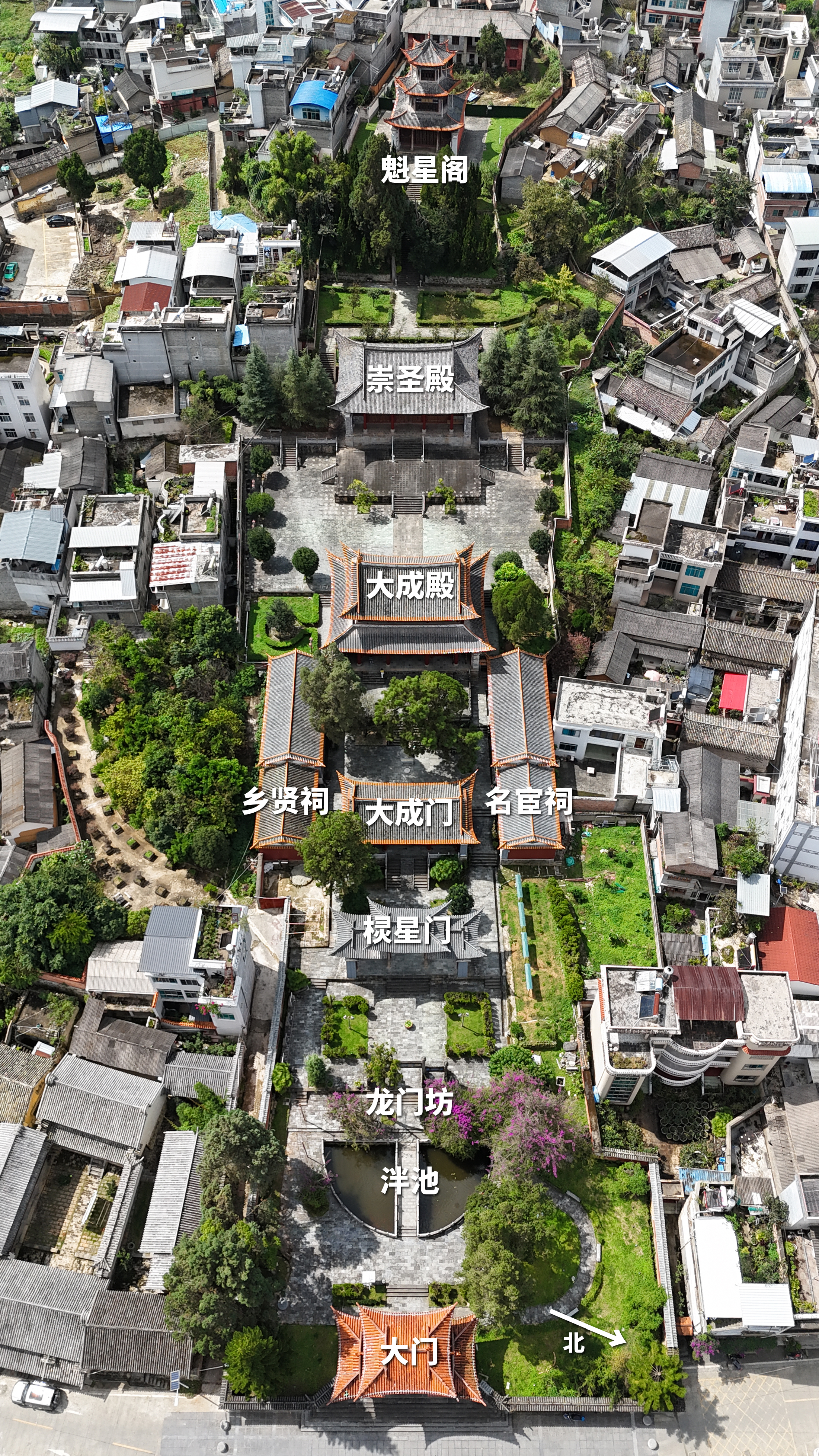
航拍
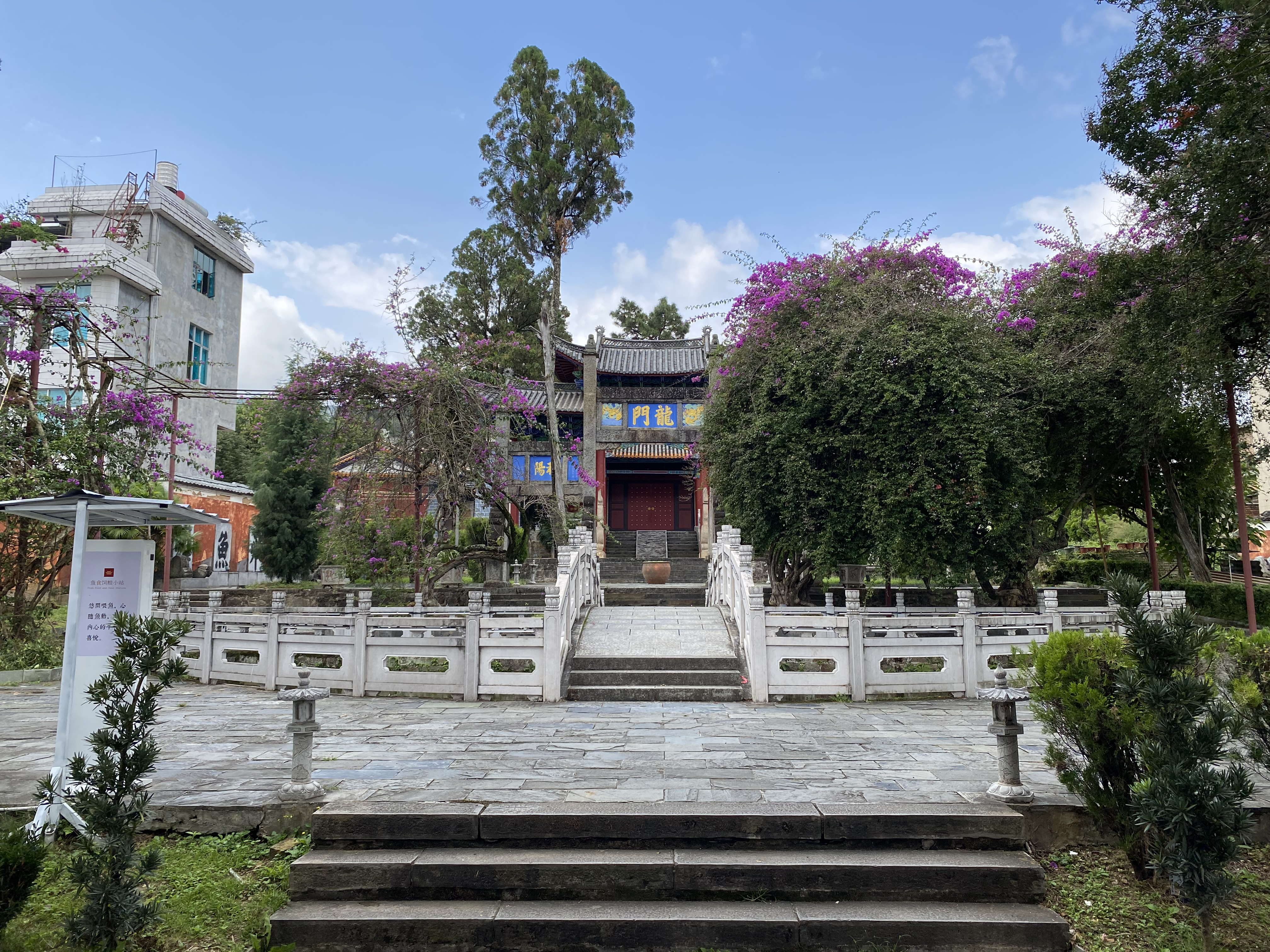
泮池
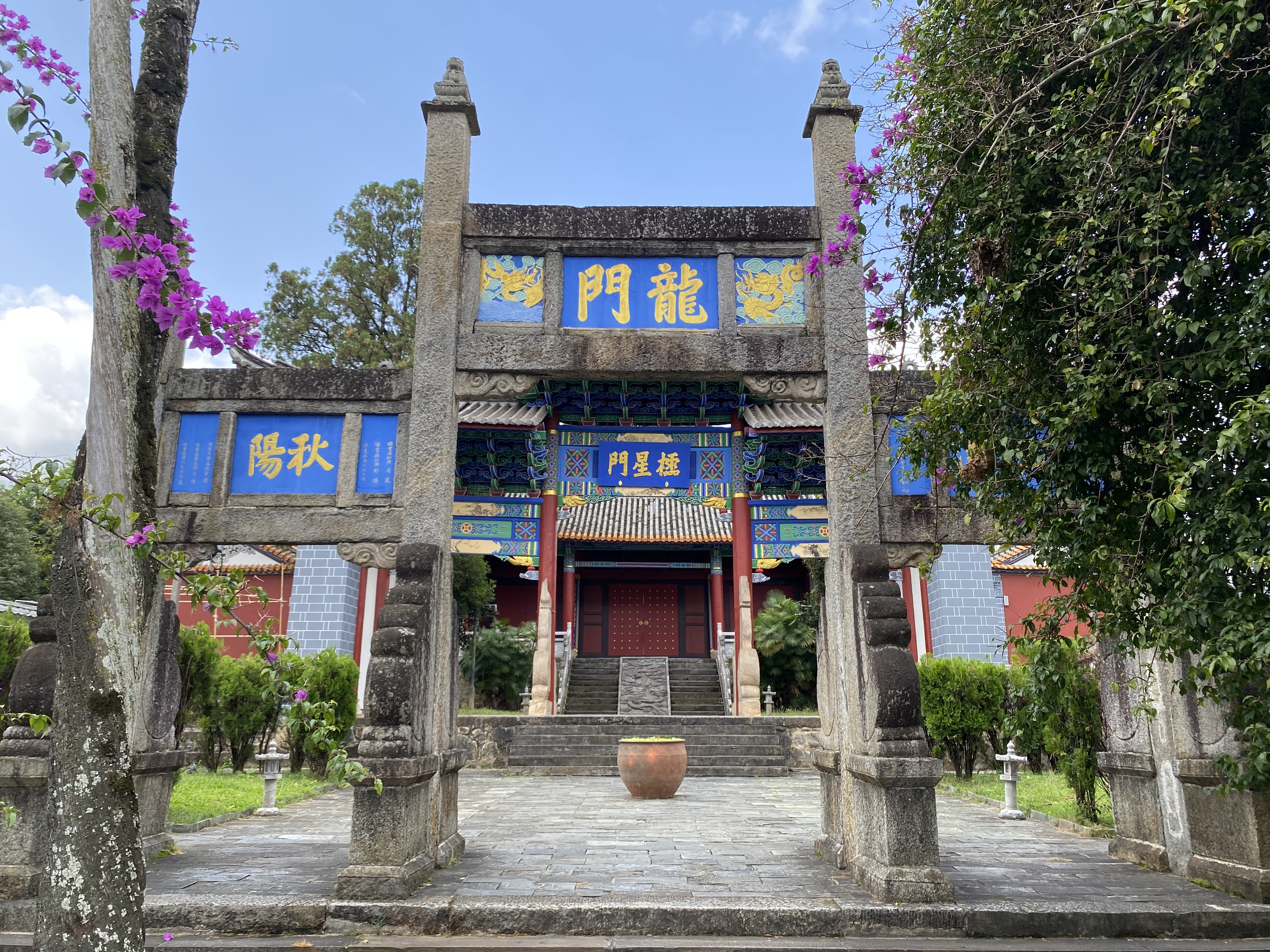
龙门石坊
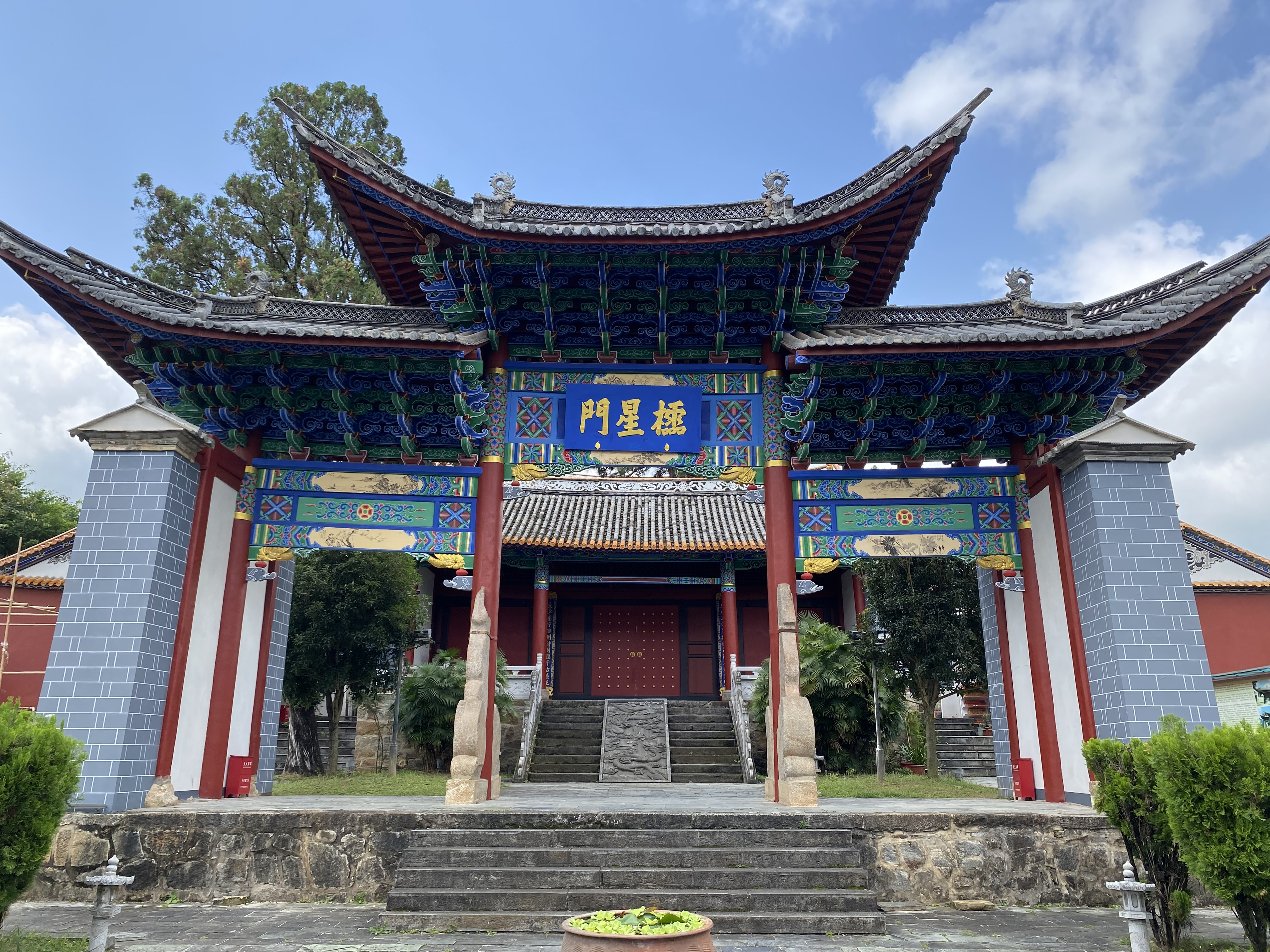
棂星门
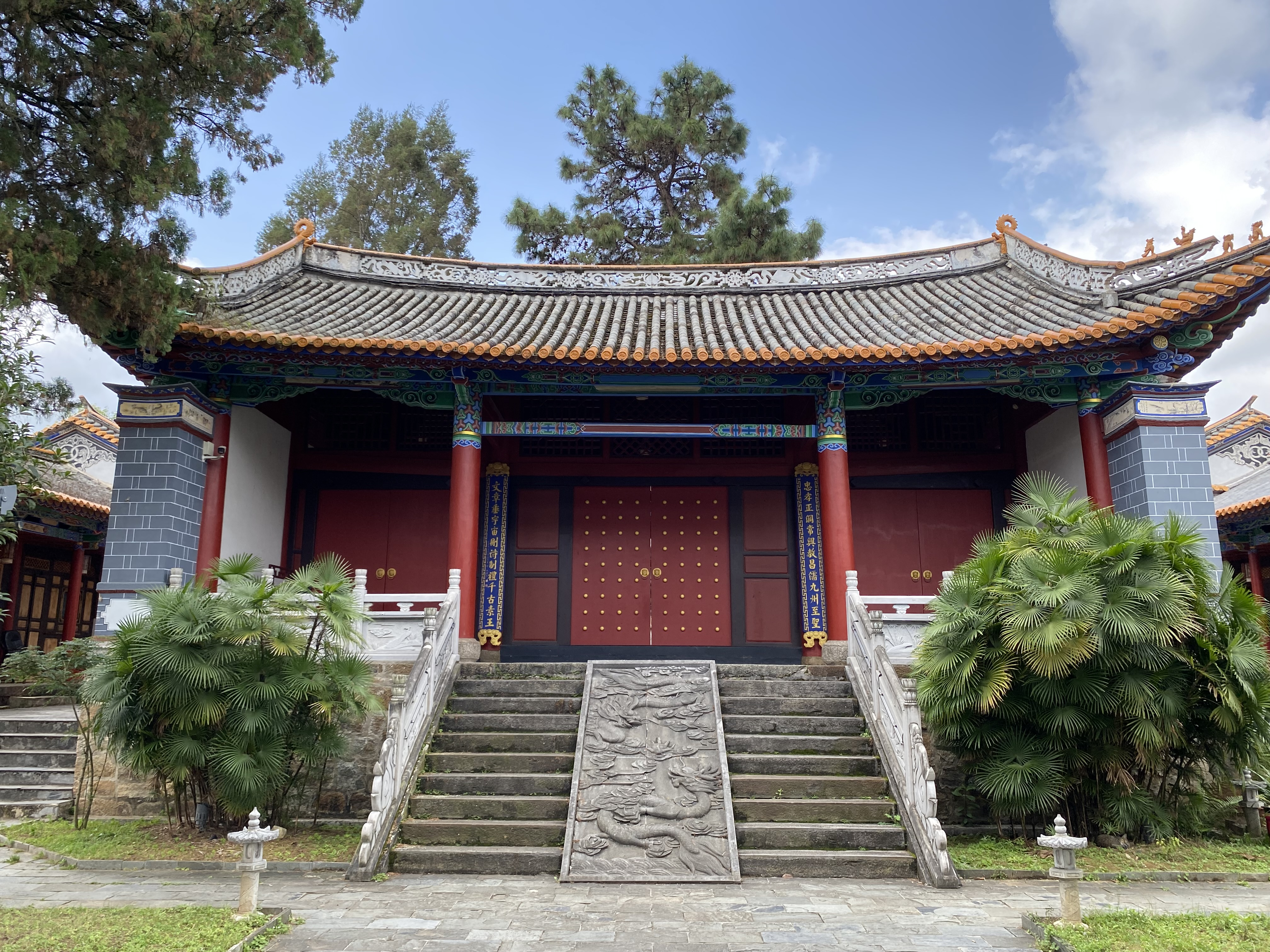
大成门
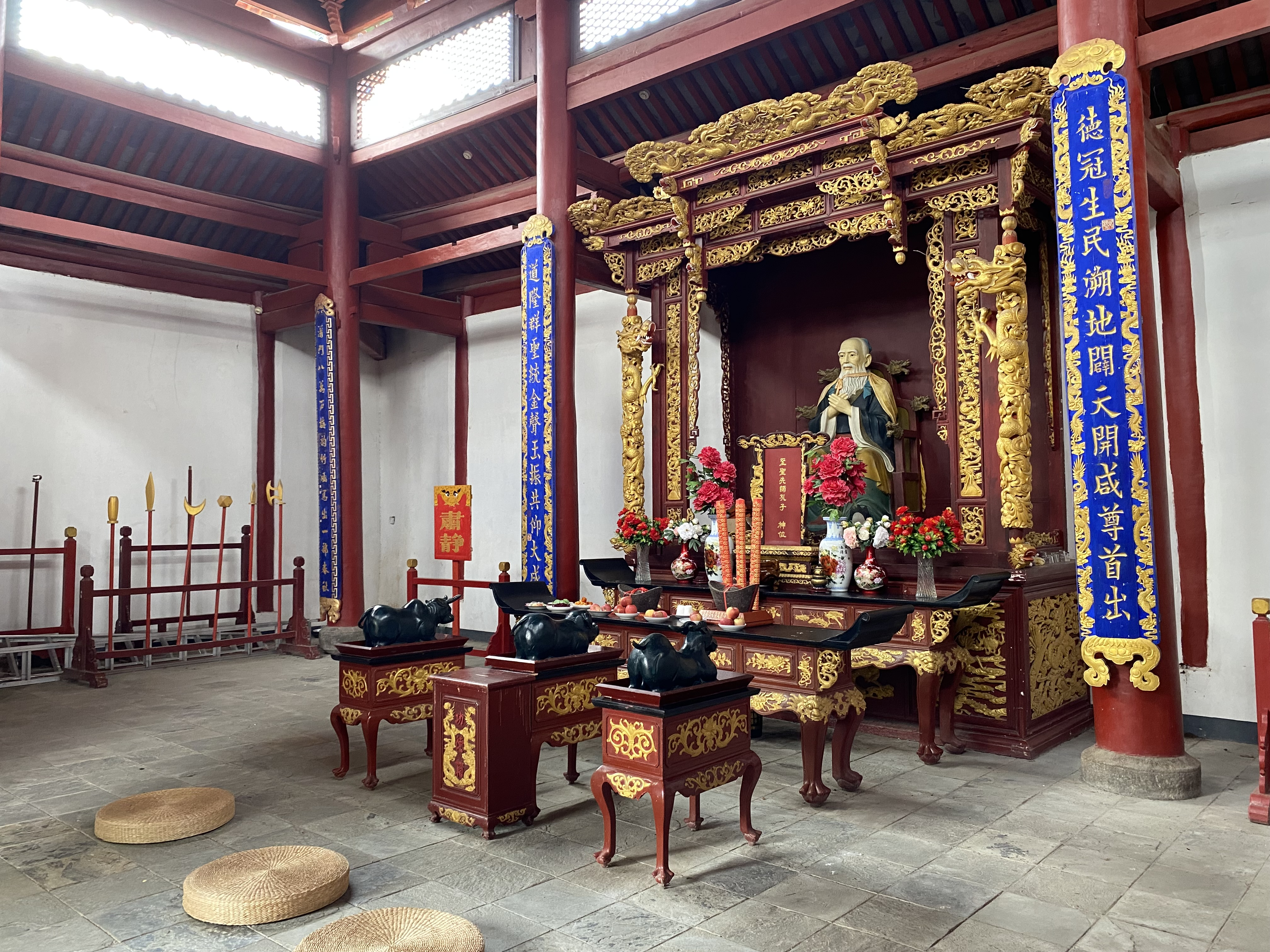
大成殿内部
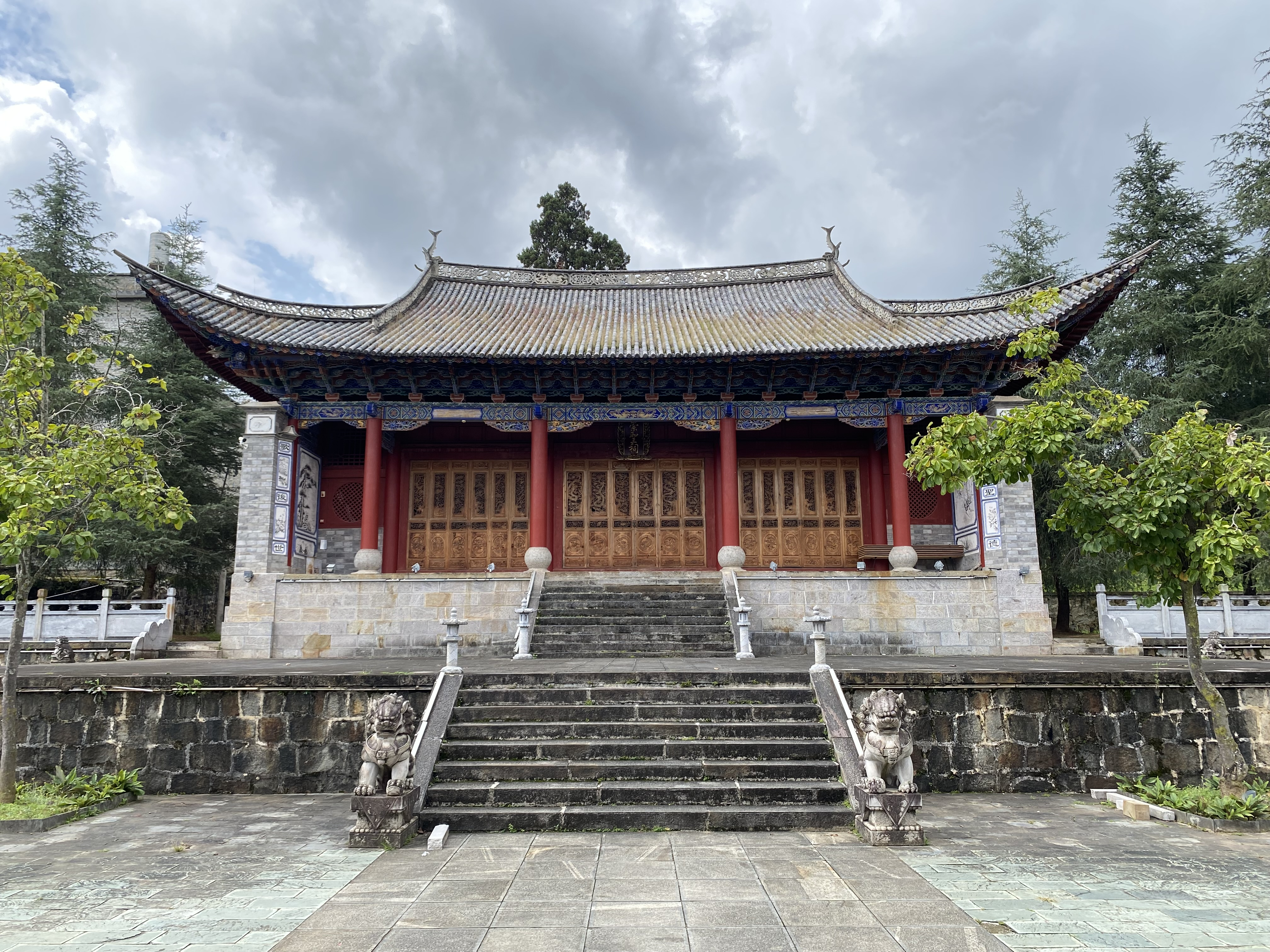
崇圣殿
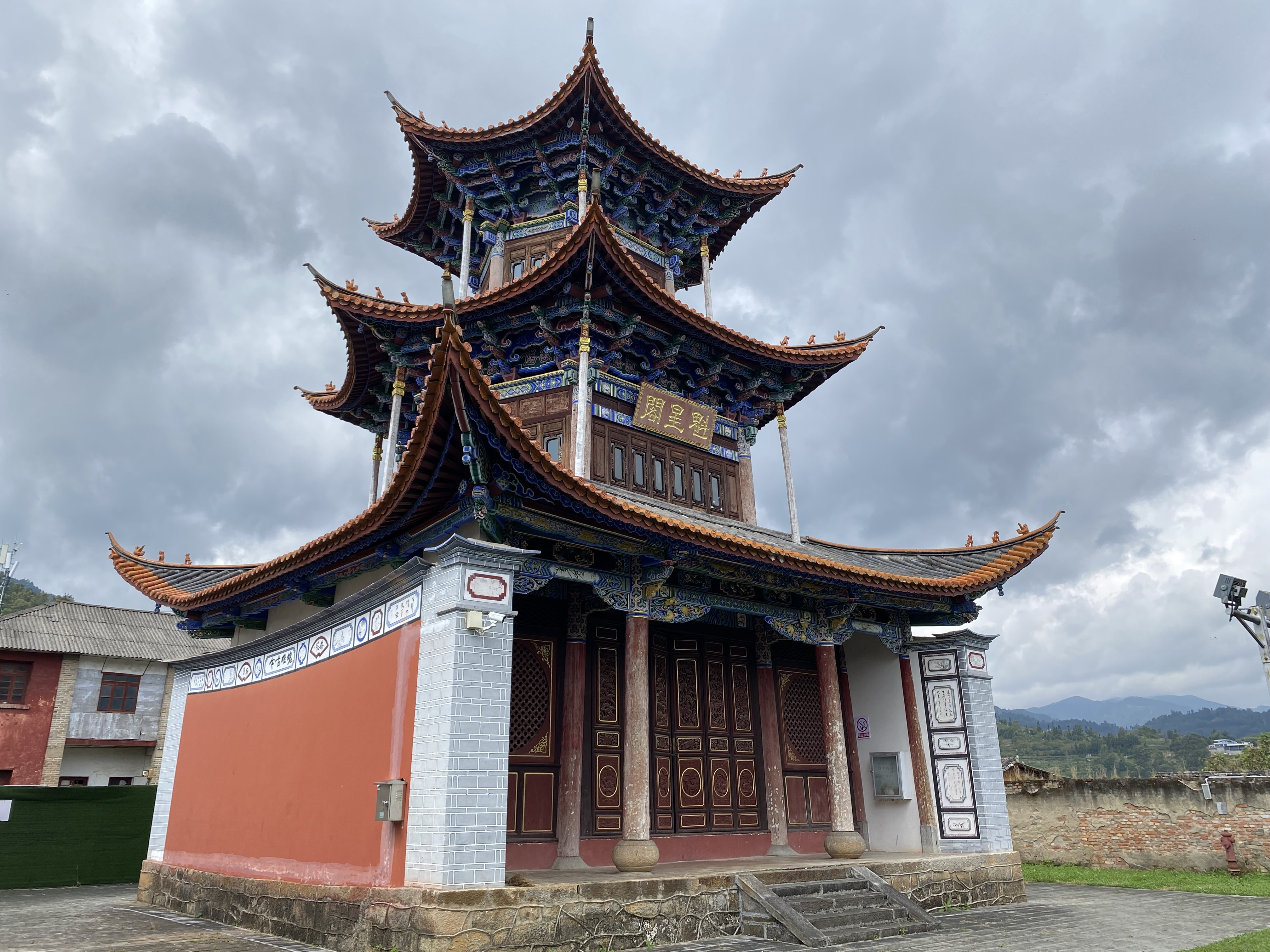
魁星阁